# Antheua benguelana
Antheua benguelana är en fjärilsart som beskrevs av Pierre E.L. Viette 1954. Antheua benguelana ingår i släktet Antheua och familjen tandspinnare. Inga underarter finns listade i Catalogue of Life.